# 图们薹草
图们薹草（学名：Carex tuminensis）是莎草科薹草属的植物。分布于俄罗斯远东地区、朝鲜以及中国大陆的黑龙江、吉林等地，生长于海拔1,200米至1,800米的地区，多生于水边潮湿处。